# Oratemnus distinctus
Oratemnus distinctus är en spindeldjursart som först beskrevs av Beier 1948.  Oratemnus distinctus ingår i släktet Oratemnus och familjen Atemnidae. Inga underarter finns listade i Catalogue of Life.